# Nadia Tereszkiewicz
Nadia Tereszkiewicz, född 24 maj 1996 i Versailles, är en fransk skådespelare. Hon har bland annat medverkat i filmerna Skådespelarna (2022) och Rosalie (2023).
Tereszkiewicz växte upp i Frankrike i familjen med en polsk-fransk far och en finsk mor. Finska är hennes förstaspråk. Hon studerade dans, litteratur och teater före sin karriär.

## Filmografi (i urval)
- 2022 – Skådespelarna
- 2023 – Rosalie
- 2023 – Red Island
- 2025 – Heads or Tails?